# Boulevard (Kalifornia)
Boulevard – jednostka osadnicza w Stanach Zjednoczonych, w stanie Kalifornia, w hrabstwie San Diego.